# Mycetophyllia
Mycetophyllia  es un género de coral hermatípico, de la familia Mussidae, orden Scleractinia.
Su nombre común en inglés es cactus coral, o coral cactus.

## Especies
Este género tiene descritas 5 especies, con diferentes estados de conservación:
- Mycetophyllia aliciae. Wells, 1973. Estado: Preocupación menor ver 3.1
- Mycetophyllia daniana. Milne Edwards & Haime, 1849. Estado: Preocupación menor ver 3.1
- Mycetophyllia ferox. Wells, 1973. Estado: Vulnerable A4ce ver 3.1
- Mycetophyllia lamarckiana. Milne Edwards & Haime, 1848. Estado: Preocupación menor ver 3.1
- Mycetophyllia reesi. Wells, 1973. Estado: Datos deficientes ver 3.1

## Morfología
Forma colonias con esqueletos en forma de plato liso, masivo o en lomas. La superficie superior está atravesada por crestas irregulares, que parten de la periferia hacia el centro, formando valles. Normalmente, los pólipos son muy carnosos. 
Los colores de los pólipos pueden ser marrón, gris, azulado y verde. 
Algunas especies alcanzan más de 100 cm de diámetro.

## Hábitat y distribución
Todas las especies se distribuyen en el Atlántico occidental, desde Florida hasta el Caribe y el golfo de México. 
Localizados en diversas zonas, aunque prefieren las laderas más bajas del arrecife, en aguas tranquilas y túrbias; desde 0 a 70 m de profundidad.

## Alimentación
En la naturaleza se nutre principalmente de la fotosíntesis realizada por las algas zooxantelas que habitan el tejido de sus pólipos. Las algas realizan la fotosíntesis produciendo oxígeno y azúcares, que son aprovechados por los corales, y se alimentan de los catabolitos del coral, especialmente fósforo y nitrógeno.
Esto le proporciona entre el 75 y el 90% de sus requerimientos nutricionales, completando su alimentación mediante la captura de zooplancton con sus tentáculos y la absorción de materia orgánica disuelta en el agua.

## Reproducción
Las colonias producen esperma y huevos que se fertilizan externamente en el agua. Las larvas deambulan por la columna de agua hasta que se posan y fijan en el lecho marino. Una vez allí, se convierten en pólipos y comienzan a secretar carbonato cálcico para construir su esqueleto, o coralito. Posteriormente, se reproducen mediante gemación del pólipo, dando origen a la colonia.